# 累西腓老城

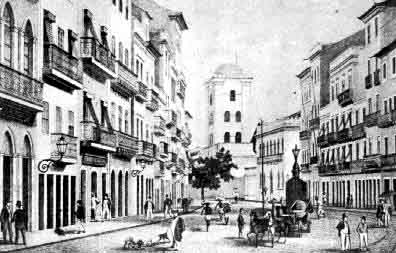
19世纪石版画中的累西腓老城耶稣街

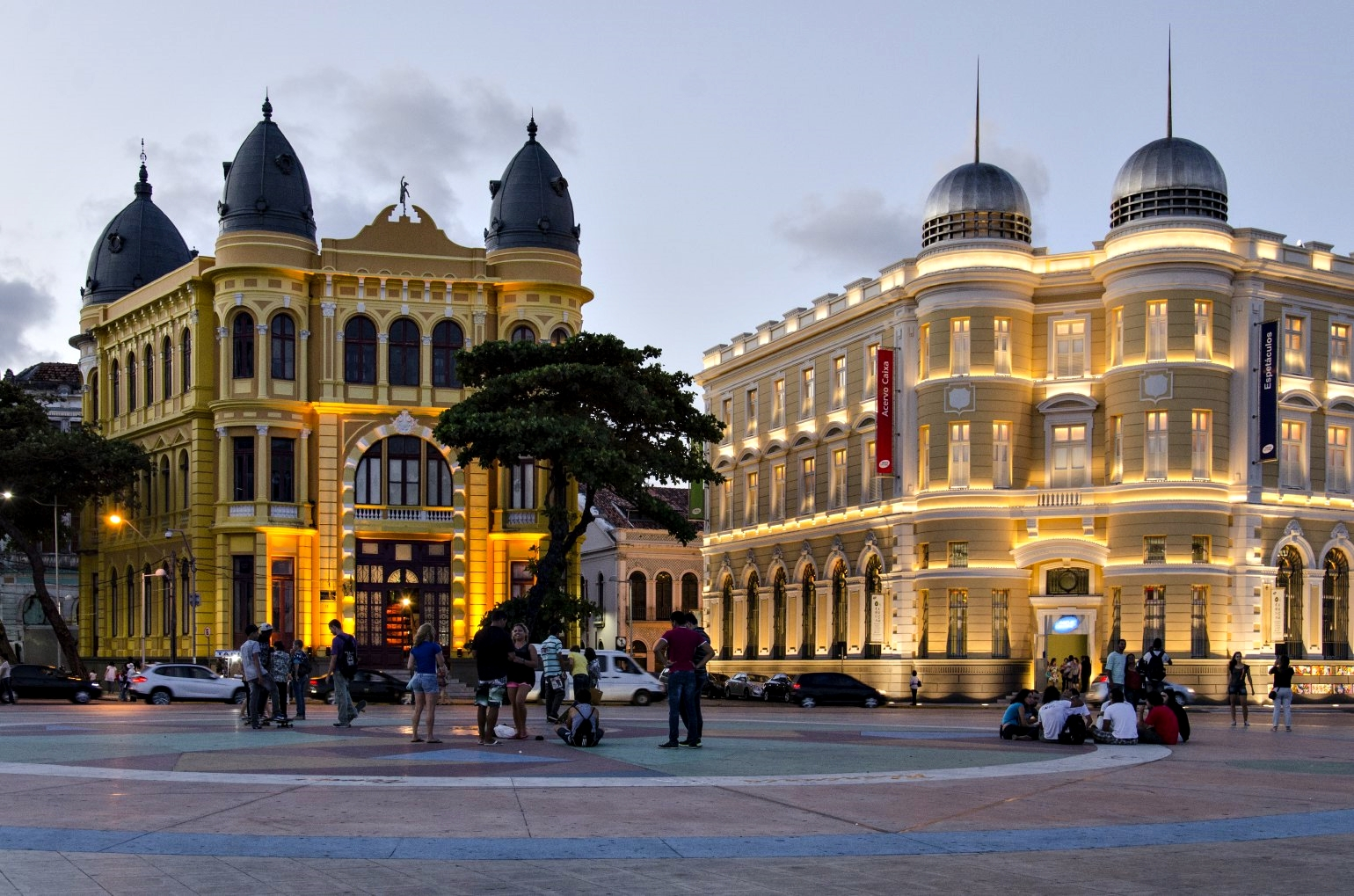
累西腓老城的Marco Zero

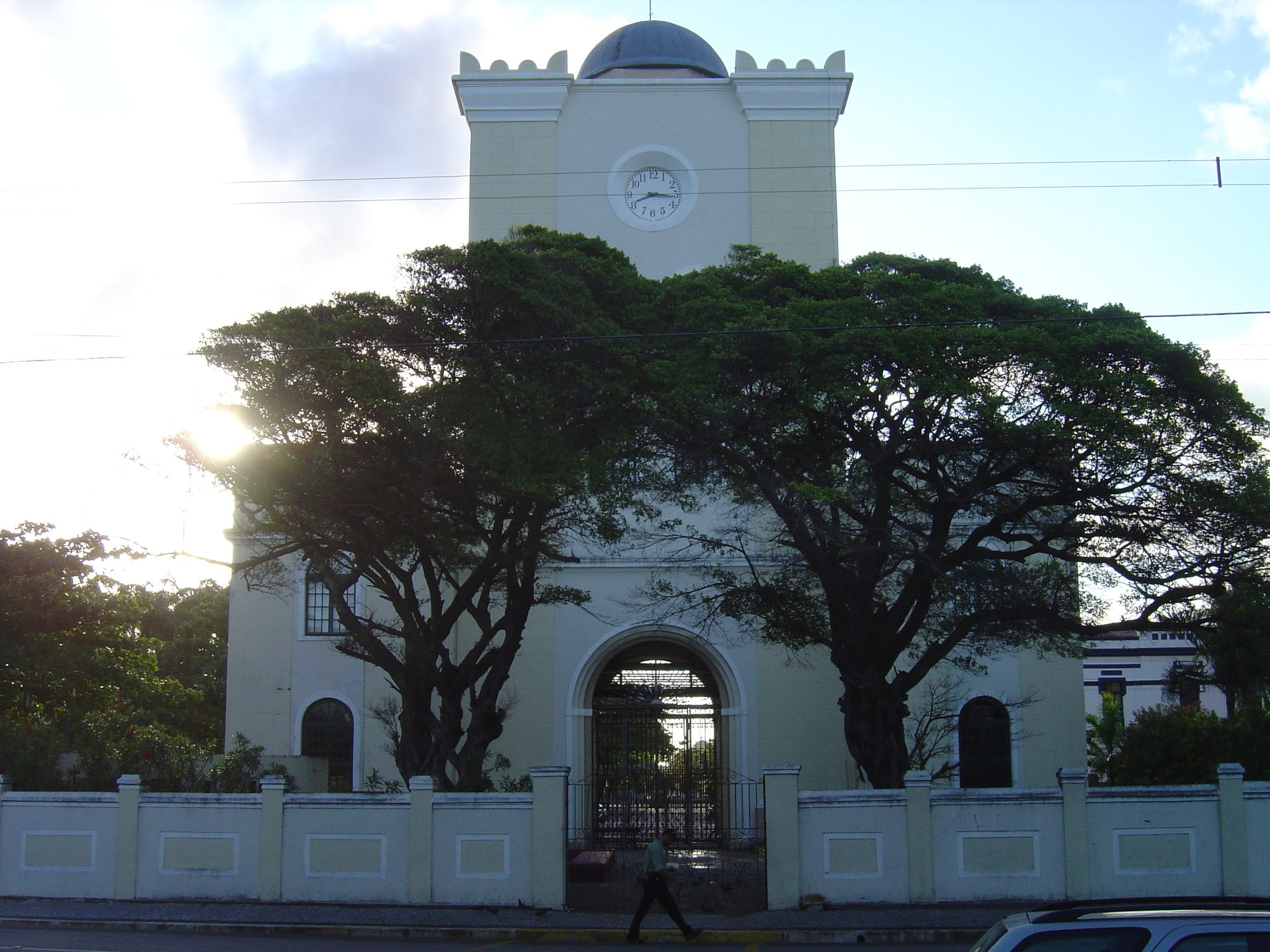
累西腓老城的马拉科夫塔

累西腓老城（葡萄牙语：Recife Antigo'Old Recife）是巴西累西腓市中心的较古老的部分，位于累西腓岛上，靠近累西腓海港。老城区最近进行了修复，现在拥有一些俱乐部、酒吧和.高科技中心“数码港”（Porto Digital）。

## 历史
累西腓老城包括港口周围最初的16世纪的葡萄牙居民点。伯南布哥州生产的甘蔗通过累西腓港运往葡萄牙。虽然累西腓有港口功能，但是奥林达才是首府。1630年，荷兰入侵伯南布哥，烧毁了奥林达，累西腓成为荷兰殖民政府所在地。拿骚-锡根的约翰·毛里茨伯爵成为新荷兰殖民地的总督，在邻近的岛上建造了一座新城镇，命名为毛里茨城（Mauritsstad），伯南布哥州政府就建在亲王宫（Palacio do Campo das Princesas）的废墟上。
1654年，荷兰人被迫离开累西腓，留下了良好的基础设施，他们建造了运河，改善了港口和防御。当时在累西腓有一个繁荣的犹太人社区，因为葡萄牙宗教裁判所，他们被迫离开。因此，这一群24名葡萄牙犹太人，原本因反犹主义，从葡萄牙移民到荷兰，又与荷兰人一起向北迁移，到新阿姆斯特丹，即今天的曼哈顿。美洲的第一个犹太会堂, 卡哈尔祖尔以色列犹太会堂（葡萄牙语：Sinagoga Kahal Zur Israel），位于累西腓老城的耶稣街（Rua do Bom Jesus）, 原名犹太人街（Rua dos Judeus）。最初在曼哈顿下城创建的葡萄牙犹太会堂，现在位于曼哈顿的中央公园西、西70街2号， 现在名为西班牙和葡萄牙犹太会堂。 